# Peter Conrad Schreiber

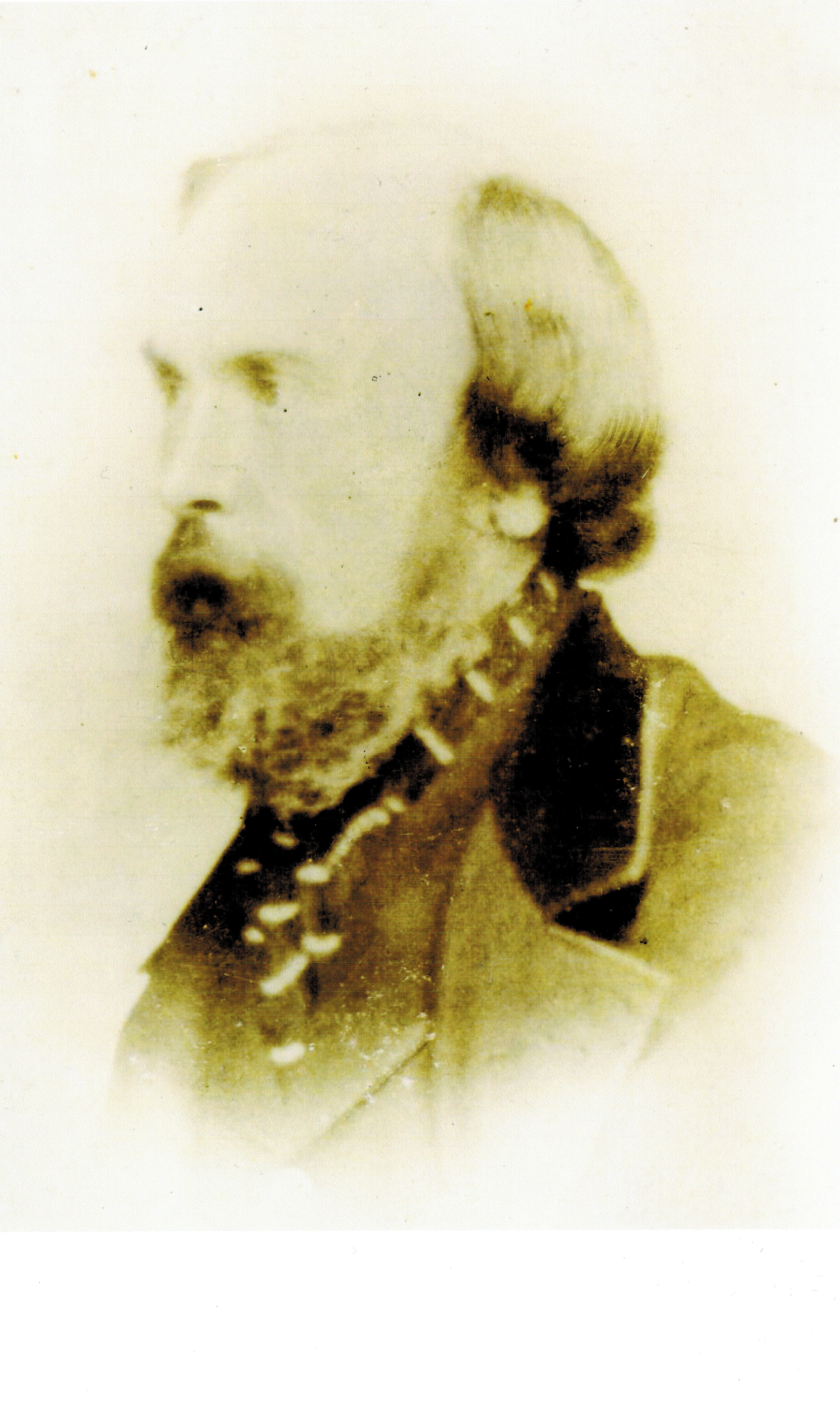
Peter Conrad Schreiber, um 1870. Foto im Familienbesitz des Malers.

Peter Conrad Schreiber (* 11. August 1816 in Fürth; † 17. Februar 1894 in Nürnberg) war ein deutscher Maler.

## Leben
Nach Schule und handwerklicher Ausbildung im heimischen Fürth besuchte der künstlerisch begabte Peter Conrad Schreiber vom Mai 1833 bis Juli 1834 die königliche Kunstgewerbeschule in Nürnberg – "anhaltend und mit bestem Erfolg", wie ihm der Leiter der Schule, Albert Christoph Reindel, bescheinigte. Wohl auf Vermittlung Reindels wurde Schreiber 1835/36 Schüler bei dem schon in jener Zeit legendären Landschaftsmaler Carl Blechen an der Berliner Akademie der Künste (damals Preußische Akademie der Künste). Er gehörte gleichzeitig dem privaten Schülerkreis des Berliner Landschaftsmalers Wilhelm Schirmer an. Ausdrücklich als Schirmer-Schüler nahm Schreiber auch an den Ausstellungen der Berliner Akademie der Künste teil: 1836, 1838 und 1839. Carl Blechen inspirierte ihn wohl zu Reisen in den Harz, der ein wichtiges Thema von Schreibers Frühwerk war. Wilhelm Schirmer aber "impfte [ihm] die Sehnsucht für Italien ein", die sein späteres Hauptwerk bestimmen sollte.
Ab Herbst 1837 studierte Schreiber in München. In München war er besonders beeindruckt von den Werken von Carl Rottmann. Studienreisen unternahm er u. a. nach Salzburg und Tirol. Er hatte Kontakt zu vielen jungen Malern.

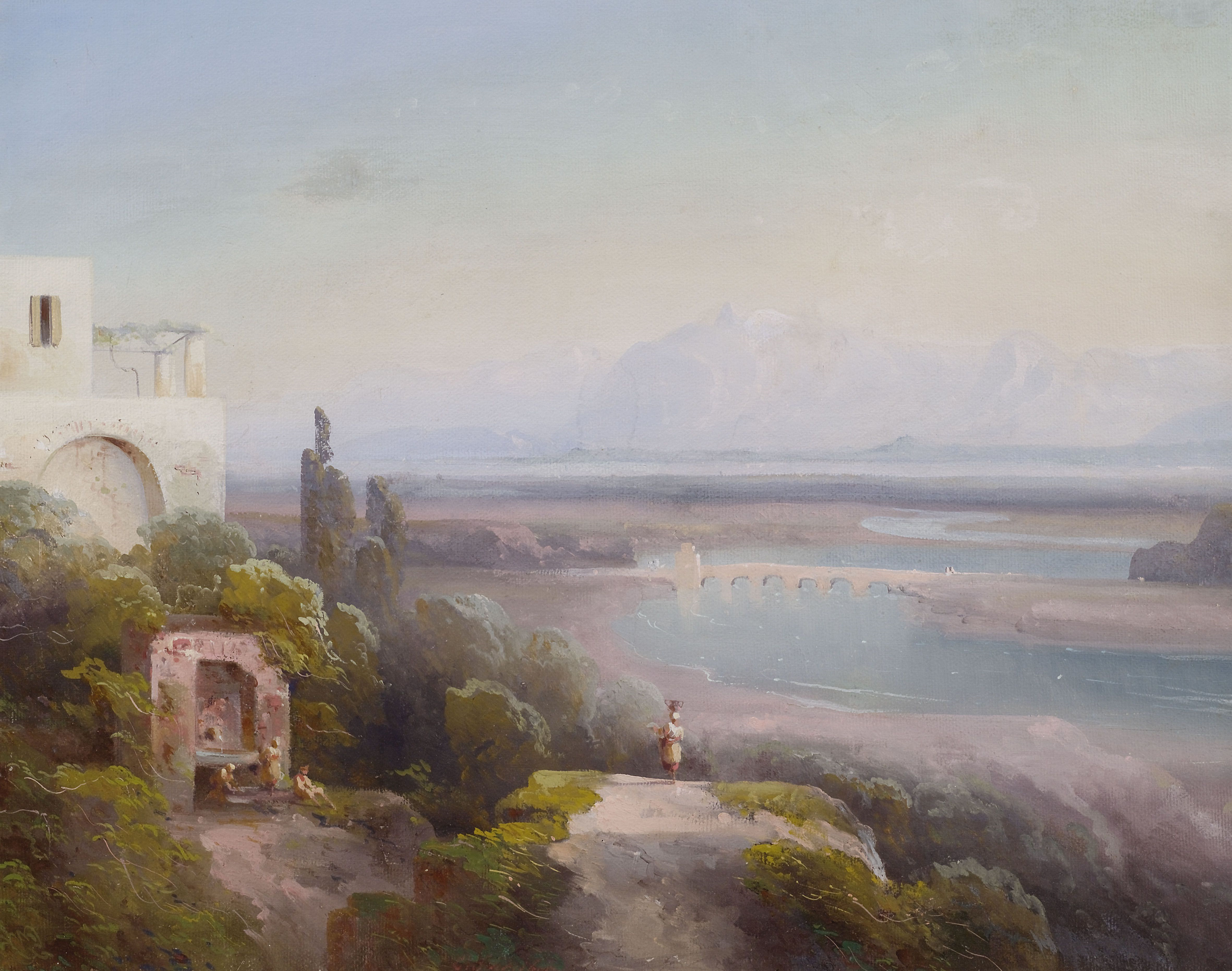
Peter Conrad Schreiber: Süditalienische Landschaft

1839 begab sich Schreiber nach insgesamt vier Studienjahren in Berlin und München nach Rom. Er bezog eine Wohnung in der Via della Vite 107, nahe der Basilika San Lorenzo in Lucina. Von hier aus unternahm er zahlreiche Studienreisen. U.a. im Sommer 1840 mit Johann Wilhelm Schirmer, dem Vertreter der Düsseldorfer Landschaftsschule, und Bernhard Fries in die Sabiner Berge. Die damals noch unbebaute Campagna Romana im Süden Roms war aber für ihn landschaftlich „das schönste, was es geben kann.“ Bei einem Ausflug, ebenfalls 1840, in die Pontinische Ebene, damals ein malariaverseuchtes Sumpfgebiet, aber ein ob seiner Farbigkeit gesuchtes Ziel vieler Landschaftsmaler, bekam Schreiber „das Fieber“, das ihm nach eigenem Bekunden „höllisch zusetzte“. Er überlebte die Malaria, viele junge Maler starben daran. Zu Ende seines Italienaufenthalts wurde er 1841 Augenzeuge eines Ausbruchs des Vesuvs, der ihn tief beeindruckte und ebenso wie andere Italien-Eindrücke das Lebenswerk Schreibers maßgeblich beeinflusste. Seine Italienskizzen erwarb noch zu Lebzeiten Schreibers das Königliche Museum (heute Altes Museum) in Berlin.
Schreiber bekam nach seiner Rückkehr aus Italien 1845 eine Anstellung als Zeichenlehrer am Aegidianum, dem heutigen Melanchthon-Gymnasium Nürnberg. Erhalten sind im Wesentlichen Bilder Schreibers aus dieser Nürnberger Zeit, die künstlerisch seine Hauptschaffensperiode war. Zumeist sind dies italienische Motive. 1874 schied er wegen eines Augenleidens aus dem Schuldienst aus. Er arbeitete jedoch als Künstler weiter.
Ein Leben lang verband ihn eine enge Freundschaft mit Ferdinand Konrad Bellermann, einem Berliner Kommilitonen aus der Schirmer-Klasse, der heute im Wesentlichen als Landschaftsmaler aus dem Umkreis von Alexander von Humboldt bekannt ist. Aber auch mit seinem Lehrer Wilhelm Schirmer und Mitschülern aus dessen Klasse wie Julius Helfft und August Carl Haun hielt Schreiber ein Leben lang Kontakt.
Schreiber war ein typischer Vertreter der Romantik bis Spätromantik. Vor der Kulisse der zuweilen mystischen und phantastisch überhöht dargestellten Natur wirken bei Schreiber der Mensch und sein Werk klein und unbedeutend. Er erfüllt damit das damalige Bedürfnis nach gefühlsmäßigem Ausgleich zur rapide fortschreitenden Industrialisierung – die Sehnsucht nach der Erhabenheit und ewigen Größe der Natur, die Halt geben sollte.
Er hatte bis zuletzt einen guten Kundenkreis. Er gestaltete das neu errichtete Bierhaus Siechen in Berlin, eine kulturelle Institution in Berlin, wo Theodor Fontane und Joachim Ringelnatz verkehrten, um 1882/1883 künstlerisch aus. Ebenso das Faberschloss in Schwarzenbruck bei Nürnberg. Er war aber nicht nur ein in Deutschland geschätzter Landschaftsmaler. Aus einem Brief Schreibers an Ferdinand Bellermann vom Dezember 1869 wissen wir auch, dass Schreiber „stets viele Bestellungen nach London und Paris“ hatte.